# Histoire de l'ellébore médicinal durant l'Antiquité gréco-romaine
Aux premiers siècles de notre ère, les médecins et encyclopédistes gréco-romains sont unanimes à penser avec Dioscoride que l’ellébore « purge le bas ventre, entraînant phlegme et bile ... c’est bon pour les épileptiques, les atrabiles, les fous » (MM, IV 162). Cette réputation perdurera pendant plus de deux millénaires en Europe. Bien que l’ellébore soit une plante très toxique qui, sans d’extrêmes précautions, ne peut que détériorer l’état du malade, voire le tuer, les apothicaires continueront à le prescrire jusqu’à l’époque moderne. L’idée de l’efficacité de l’ellébore a cependant perfusé profondément dans la société jusqu’au XVIIe siècle : lorsque la Tortue de Jean de La Fontaine défie à la course le Lièvre, celui-ci, pensant qu’elle a l’esprit dérangé, rétorque : « Ma commère, il vous faut purger avec quatre grains d’ellébore. »

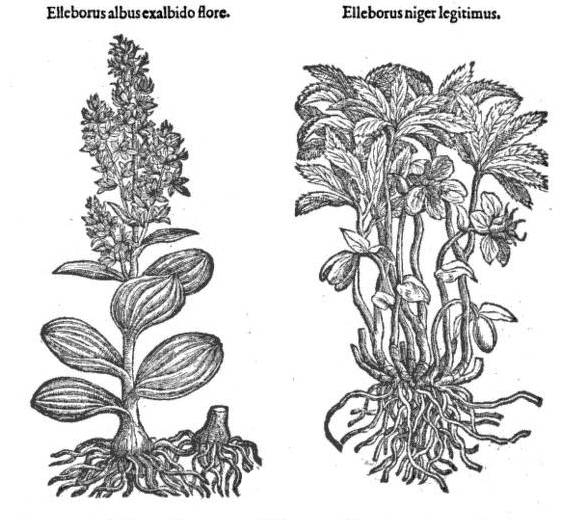
Ellebores blanc et noir, Charles de l'Écluse, 1601.

Dans le Corpus hippocratique, l’ellébore est l’évacuant par excellence de la médecine humorale, mais il n’est en aucun cas le meilleur remède pour le traitement de la folie. La manie et la mélancolie sont des maladies humorales comme les autres, et l’excès d’humeur qu’elles manifestent se traite par divers évacuants. Un des moins forts était le petit-lait d’ânesse, le plus puissant était l’ellébore.
Nombre de plantes et remèdes de l‘Iliade et l’Odyssée amalgamaient des éléments rationnels et irrationnels. C’était le cas de l’ellébore qui, selon Théophraste, possédait une dimension magique. Aux Ve – IVe siècles av. J.-C., le médecin hippocratique, auteur de la Maladie sacrée, est célèbre pour avoir lancé une polémique virulente contre la médecine magico-religieuse. L’opposition entre le médecin et le devin devint radicale. Mais avec le développement de l’hermétisme et de la pensée occultiste savante lors des premiers siècles de notre ère, la thérapeutique médicale aura de plus en plus de mal à résister à la contamination insidieuse de la magie.
En étudiant l’histoire de l’utilisation médicinale de l’ellébore, nous allons essayer de comprendre comment le contexte culturel a pu influencer une juste évaluation de l'efficacité de ce remède.
Est-ce parce que le système explicatif créé par les médecins grecs était si habilement construit qu’il échappait à toute critique et à toute réfutation (falsification) ? Pourtant ces médecins hippocrato-galéniques étaient nourris du rationalisme philosophique grec, ils cherchaient des causes naturelles aux maladies en écartant vigoureusement les explications magiques ou religieuses. En outre, ils appuyaient leur pratique sur des observations cliniques méticuleuses.
Ou bien est-ce parce que la pensée pharmacologique des hippocratiques était malgré tout contaminée par la pensée magique, tout en restant associée à des systèmes explicatifs rationnels et naturalistes ? Car à défaut d’avoir des méthodes statistiques pour tester l’efficacité des remèdes, les médecins pouvaient laisser croire à une puissance magique de certains remèdes pour renforcer la confiance de leurs patients.

## Orthographe
Ellébore est un nom masculin tout comme le mot grec  elleboros , ἑλλέβορος, ου (o), (ou latin elleborus ), désignant depuis l’Antiquité des plantes médicinales purgatives. L’autre orthographe hellébore est généralement utilisée en botanique. Cette variation orthographique vient, elle aussi, de l’écriture du grec ancien où les deux formes  ἑλλέβορος et ἐλλέβορος avec ou sans aspiration initiale se rencontrent, marquée par un signe diacritique peu lisible (῾ ᾿ esprit rude ou esprit doux) sur le premier ε. L'aspiration est indiquée en latin et en français par un 'h' aspiré.

## Introduction
Les médecins grecs surent maîtriser les propriétés vénéneuses très énergétiques et parfois funestes de l’ellébore en définissant avec soin les doses à administrer et en signalant les constitutions auxquelles il ne saurait convenir. Passer du poison au remède n’est-ce pas une question de dose ? Mais la violence même du remède lui conférait une aura de puissance et d’efficacité qui pouvait faire croire qu’une fois que le médecin maîtrisait bien son emploi, il devenait une arme puissante pour combattre les maladies les plus rétives.
Rufus d’Éphèse ne déclarait-il pas : « l’ellébore semble être le médicament le plus redoutable par les accidents qu’il cause ; voilà pourquoi la plupart des malades et des médecins le redoutent ; mais s’il est donné par quelqu'un qui connaît très bien l’art de l’administrer, on verra qu’aucun autre n’est plus commode, et par la sûreté des purgations qu’il produit, et par l’absence complète de tout accent fâcheux. Il convient contre la folie, la mélancolie, etc. » (Oribase, Livre VII, 26. Des médicaments purgatifs – tiré de Rufus d’Éphèse (+80, +150), trad. Daremberg).
Dans la pharmacopée grecque, il existait cependant de nombreux remèdes aux mêmes propriétés pharmacologiques purgatives et pourtant beaucoup moins dangereuses. Pourquoi alors l’ellébore a-t-il continué à être utilisé pendant deux millénaires et demi ?
La pharmacopée gréco-romaine est très riche en plantes vénéneuses. Outre les ellébores (l’ellébore blanc ou Veratrum album et l’ellébore noir ou Helleborus cyclophyllus), la matière médicale de Dioscoride comporte de nombreuses plantes mortelles comme l’aconit napel (Aconitum napellus), la Grande ciguë (Conium maculatum), la colchique (Colchicum autumnale) etc. La toxicité de ces plantes était parfaitement connue des médecins et apothicaires. Ce n’est qu’avec le développement de l’analyse chimique et des techniques d’évaluations cliniques aux XVIIe – XVIIIe siècles, que ces plantes vont être rejetées des pharmacopées européennes ou qu'au contraire, leurs principes actifs vont être extraits et utilisés pour fabriquer des médicaments modernes. Ces progrès permettront de passer de la matière médicale au principe actif, de la colchique à la colchicine, du quinquina à la quinine, de la digitale à la digitaline ou de l'écorce de saule à l'acide salicylique.

## L’ellébore dans la médecine grecque traditionnelle

### Le Corpus hippocratique
Les Ve – IVe siècles av. J.-C. marquent un grand tournant dans le savoir médical européen. Pour la première fois un corpus d'une soixantaine de textes médicaux accordant une place considérable à l’observation clinique, est produit par un groupe de médecins que la tradition qualifie collectivement du nom d'Hippocrate ou médecins hippocratiques. En cherchant l’explication de la santé et de la maladie dans des causes naturelles situées dans l’homme même et dans son interaction avec le monde, la médecine du Corpus hippocratique tourne le dos à la médecine magique et populaire. Outre la recherche de causes naturelles, les médecins hippocratiques manifestent une remarquable faculté d’observer et de consigner les observations avec la plus grande minutie. Dans les tomes intitulés Épidémies, l’auteur hippocratique décrit des séries de cas cliniques. Par exemple, dans Épidémie V :
« 10. À Athènes, un homme fut pris de choléra ; il rendait par haut et par bas, il souffrait ; ni le vomissement ni les selles ne pouvaient être arrêtées... Ce malade but de l'hellébore par-dessus de l'eau de lentilles...Il réchappa. » (Épidémie V, livre IV).
Dans les tomes intitulés Maladies, les affections sont décrites suivant le schéma d’exposition constant suivant : chaque maladie est présentée sous une forme abrégée, donnant successivement l’identification de la maladie, la sémiologie (identification des symptômes et signes cliniques), la thérapeutique et le pronostic. Ce style concis suppose pour être décrypté par les lecteurs, de partager avec l’auteur des connaissances pratiques et théoriques.
« Tétanos [Τέτανος]· : quand le tétanos se déclare, les mâchoires deviennent rigides comme du bois, la bouche ne peut s'ouvrir, les yeux larmoient et ont du strabisme; ... Le malade souffre beaucoup; et, quand il est sur le point de mourir, il rejette par les narines la boisson, le potage et le phlegme. Il meurt le troisième jour ou le cinquième ou le septième ou le quatorzième. Passant ce terme, il guérit. À ce malade on donnera des pilules de poivre et d'hellébore noir, dans du bouillon gras et chaud de volaille » (Maladies III, Argument 12).
Ces textes montrent que pour établir leur pronostic, les médecins hippocratiques devaient « soumettre le corps du malade à l’examen : vue, ouïe, odorat, toucher, intelligence » (Épidémie, VI, 43). Si la description des symptômes et des signes cliniques (la sémiologie) ne demandait qu’une discipline observationnelle relativement simple, par contre la thérapeutique requérait une méthodologie beaucoup plus sophistiquée. À défaut de pouvoir tester empiriquement leurs remèdes (ce qui ne deviendra possible qu'aux XVIIIe – XIXe siècles), les médecins la plupart du temps se contentent d’asséner des jugements d'autorité qu’ils justifient parfois en donnant une explication rationnelle basée sur une théorie du corps et de la maladie. Les médecins empiriques ou plus tard Galien, penseront pouvoir juger l’efficacité thérapeutique du médicament sur la base de quelques observations sur les malades, soigneusement consignées par écrit.

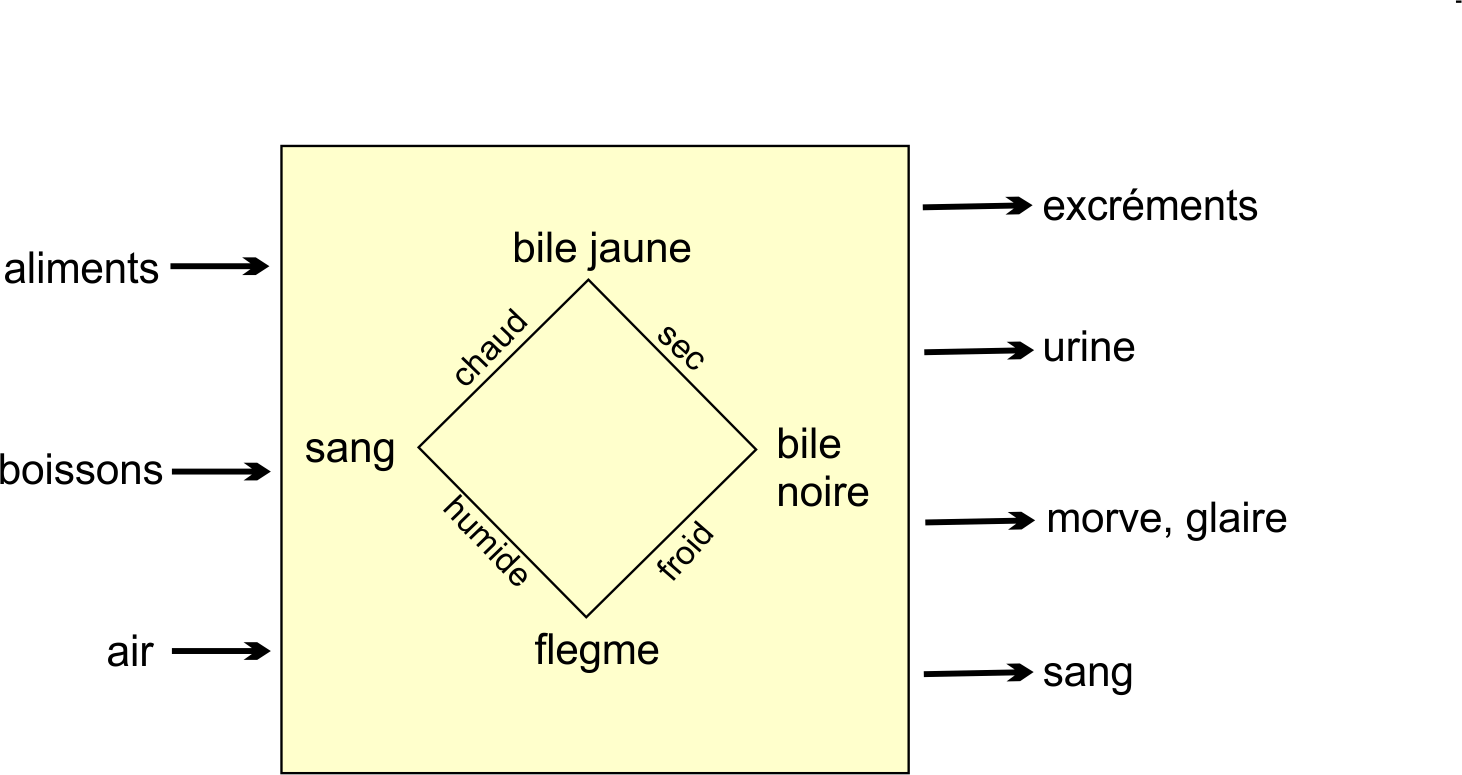
Le corps vu comme une boîte noire dans la théorie humorale hippocratique

Cette dimension théorique de la médecine savante hippocratique est exposée dans La Nature de l’homme: le corps humain est considéré comme une « boîte noire » avec des entrées (nourriture, boissons, air inspiré) et des sorties (urine, excréments, morve, expectorations, glaire, sang venant de saignement de nez ou de blessure). En l’absence de dissection humaine, les médecins s’appuient sur l’observation de ces flux d’entrée et de sortie, pour construire un modèle théorique hypothétique du corps humain, appelé théorie des quatre humeurs, donnant l’organisation de quatre fluides intérieurs en mouvement, allant de la tête vers le bas : le phlegme, le sang, la bile jaune, et la bile noire. La santé résulte d’un équilibre entre les humeurs et la maladie d’un excès ou insuffisance d’une humeur en un lieu donné. Certains organes (schêmata σχήματα) creux, comme la tête, la vessie, l’utérus, attirent, à la façon de ventouses, les humeurs du reste du corps (Ancienne médecine,, XXII, 5) ; d’autres, « spongieux et poreux telles que la rate, le poumon et les seins », absorbent seulement les liquides qui passent à proximité (XXII, 6). L’action thérapeutique va consister à diriger ses flux intérieurs vers d’autres lieux ou des portes de sortie. L’observation attentive des matières excrétées (vomis, excréments etc.) permettait de « voir » la pituite (phlegme) ou la bile rejetées. La pharmacopée hippocratique est en conséquence, très riche en remèdes purgatifs, diurétiques, vomitifs, expectorants, sternutatoires, sudorifiques, emménagogue etc. pour évacuer les humeurs nocives par les selles, l’urine, la bouche, le nez, les pores (des glandes sudoripares), l’utérus, etc. Primitivement, ils avaient pour rôle d’éliminer la maladie, considérée comme une impureté. Et comme le fait remarquer Jacques Jouanna, les mêmes termes (famille de kathairen καθαιρειν) sont employés en grec pour désigner la purgation et la purification. Dans les deux cas, il fallait éliminer une impureté. La langue garde ainsi la mémoire d'une unité primitive entre religion et médecine. 
Ce modèle très cohérent dominera la médecine européenne pendant plus de deux millénaires. Bien que dépourvu de base empirique, il permet de tenir à distance toute explication magique ou religieuse. La remise en cause de la physio-pathologie hippocrato-galénique se fera par un long processus de construction de modèles de circulation sanguine (William Harvey), de digestion (Réaumur, Spallanzani, Claude Bernard), de respiration etc, en concevant de multiples expérimentations montées dans le but d’évaluer des hypothèses explicatives d’une physiologie expérimentale d’organes précis.

### Nature botanique des ellébores du Corpus hippocratique
L’ellébore est de loin la plante la plus utilisée du Corpus hippocratique. Christine Girard  en a fait l’inventaire en utilisant la Concordance des œuvres hippocratiques publiée par Maloney et Frohn.  Elle a relevé 106 occurrences du mot ellébore έλλέβορος (elléboros) et 13 occurrences de ses formes dérivées et composées έλλεβορίζειν, έλλεβοροποσία, έλλεβορισμός. Après l’ellébore, la deuxième plante la plus citée est le cumin, kuminon, κύμινον, avec 86 occurrences. Le terme ellébore est parfois accompagné d’une épithète spécifique – blanc ou noir correspondant à des espèces différentes – mais dans la plupart des cas, le nom n’a pas de modificateur et le lecteur moderne doit faire une analyse de texte pour reconstruire la valeur.
Les deux plantes donnant les matières médicales nommées ellébores ne sont pas décrites dans le Corpus mais les termes grecs (puis latins) les désignant ont continûment étaient utilisés dans les siècles suivants (par Dioscoride notamment) et on a pu identifier quelles plantes ils désignaient. L’ellébore blanc est le Veratrum album L., le vératre blanc, de la famille des Melanthiaceae (anciennement des Liliaceae) et l’ellébore noir est l’Helleborus cyclophyllus (A. Braun) Boiss. de la famille des Ranunculaceae. L’ellébore noir avait d’abord été identifiée en Europe occidentale comme l’Helleborus niger, rose de Noël ou hellébore noir, puis l’Helleborus orientalis à la suite du voyage de Tournefort au Levant et maintenant comme l’Helleborus cyclophyllus (Jacques André). Pour s’en convaincre, il suffit de consulter les cartes de distribution des différentes espèces d’hellébores (cf. Helleborus#Distribution).
Les parties aériennes sont très différentes par contre les parties souterraines - un rhizome entouré de petites racines - se ressemblent. Le docteur Pécholier qui consacre 15 pages du Dictionnaire encyclopédique des sciences médicales (1886) à la description de l’hellébore thérapeutique, indique « la confusion entre les racines de l’hellébore blanc et de l’hellébore noir est facile à commettre. Elles sont à peu près également noirâtres à l’extérieur et blanche à l’intérieur » (p. 605).
| Ellébore blanc Veratrum album                      | Ellébore noir Helleborus cyclophyllus                                               |
| -------------------------------------------------- | ----------------------------------------------------------------------------------- |
|                                                    |                                                                                     |
| Feuilles simples, alternes, plissées, embrassantes | Feuilles palmées à 7-9 segments                                                     |
| Alcaloïdes : vératrine                             | Lactones:proto-anémonine, ranunculine                                               |
| Vomissements, bradychardie, hypotension            | Vomissements, diarrhées parfois sanglantes, étourdissements, convulsions, paralysie |

### Relevés des occurrences deelléboredans le Corpus hippocratique
Le Corpus hippocratique mentionne 450 plantes (peu après le philosophe-botaniste grec Théophraste, en décrira 566 espèces). Utilisés dans une trentaine de traités du Corpus, les usages les plus fréquents sont dans Maladies des femmes (15 occurrences), dans Maladies II et Affections internes (chacun 14 occurrences).
Si on s’occupe de la terminologie, on trouve des mentions de :
1. ellébore blanc (ἐλλέβορος λευκὸς, elleboros leukos)
• expectorant (Morbis/Maladies III, 15, 55: péripneumonie, fièvre aiguë)
• vomitif, évacuant par le haut (Maladies II, 43, 4, p.175: « faites-lui boire des racines d'ellébore blanc...il vomira »)
• émollient (en externe comme pessaire) (Mul./ Maladies des femmes, I, 94,1)
2. ellébore noir (μέλας έλλέβορος, melas elleboros)
• vomitif (Épidémie V, 80, 6 ; VII, 85, 6)
• émollient (Malad. des fem. I, 16, 9)
• guérir du tétanos (Maladies III, 1, boire bouillon poivre & ellébore noir)
• évacuant par le bas, apaise les douleurs (Régime mal. aiguës, XXIII, 1: « il faut relâcher l’intestin avec l’ellébore noir »)
• injection détersive de la matrice (Malad. des fem, I, 78, 202)
• cautériser (Haemor., 5, 4), pour cicatriser après cautérisation (Malad. II, XXXIV, 2)
• corrompre les chairs (Malad. III, 12, 8)
• expulser le fœtus mort (Malad. des fem, I, 78, ; 91) ; 78 [interne décoction] racines d'ellébore noir + myrrhe. 91 [externe, pessaire] prendre un rameau d'ellébore noir long de six doigts, le rouler dans la laine, en laisser l'extrémité nue, puis l'introduire aussi avant que possible.
3. ellébore (έλλέβορος, elleboros), sans modificateur par adjectif épithète
A priori, le terme ellébore sans modificateur spécifique peut désigner
3.1 soit la catégorie plus générale des plantes englobant les deux ellébores (dans le même rapport que pin aux espèces pin sylvestre et pin maritime, mais ici en tant que matières médicales employées pour ses propriétés émollientes et purgatives (en usage interne) et  cicatrisantes (en usage externe) ; l’un ou l’autre ellébore font l’affaire
3.2 soit en contexte, dans une chaîne de référence, un des ellébores. Si on parle par exemple, de l’ellébore noir à propos de tel type de traitement, et si un peu plus loin dans le texte, on parle d’un traitement semblable pour la même indication à base d’ellébore (sans qualificatif), on peut supposer qu’il s’agit encore de l’ellébore noir.
On observe que les ellébores blanc et noir ont des usages communs (vomitif en usage interne, émollient en usage externe, dans un pessaire pour expulser le fœtus mort).
La première hypothèse (3.1) est donc possible, sachant que l’aspect de leur rhizome est assez semblable une fois séché, même si les parties feuillées des deux espèces sont très différentes. Dans l’Antiquité, le rhizotomos, ῥιζοτόμος « coupeur de racine » était un ramasseur de plantes, un  herboriste, et le pharmakopôlês φαρμακοπώλης, « vendeur de drogues ». Dès les Ve siècle, les rhizotomes formaient une corporation à part. Ils sont chargés de la cueillette et de la vente de leur récolte au médecin ou au pharmacopole, ce dernier chargé de la composition des remèdes et de la vente. Il est donc possible que les médecins hippocratiques n’avaient pas sous la main de plantes entières fraîches et qu’ils classaient la matière médicale végétale en fonction de leurs effets thérapeutiques. Donc quand ils voulaient faire appel à une propriété commune aux deux ellébores, ils pouvaient utiliser la forme sans épithète. 
Ceci est confirmé par le fait que parfois le médecin hippocratique indique de lui-même que l'un ou l'autre ellébore peut être utilisé. Ainsi en usage externe, comme émollient, les deux ellébores peuvent être employés indifféremment « À la suite des fumigations et des purgations, ou emploiera les émollients, le pessaire avec la mercuriale, l'armoise, l'anémone et l'ellébore blanc ou noir ἐλλεβόρου λευκοῦ ἢ μέλανος » (Des maladies des femmes, 16). On peut supposer que pour une injection utérine mondificative, un traitement proche du pessaire : « Injection si la femme est pituiteuse : ellébore, deux potions, délaver dans deux cotyles de vin doux, mêler et injecter » (Des maladies des femmes, c82), le praticien a le choix aussi entre l’ellébore blanc ou noir.
La seconde hypothèse (3.2) s’observe dans Maladie II où l’auteur examine des séries de cas cliniques. Dans les sections XXXIII à XXXVII, il expose les cas de 7 patients porteurs de polype dans le nez. Dans le second cas, le polype est cautérisé, « après la cautérisation, appliquez de l’ellébore noir pilé finement ». Dans le cinquième cas, des espèces de chancres sont cautérisés « après la cautérisation, saupoudrez par-dessus de l’ellébore ». Il est clair en contexte que cette occurrence d’ellébore sans épithète spécifique, employé en poudre, après une cautérisation renvoie à l’ellébore noir.

### Propriétés et emplois de l’ellébore
• Les propriétés de l’ellébore dépendent de son mode d’administration :
1. en usage externe :
• purger la matrice avec un pessaire pour expulser les règles (Maladies des femmes, c.74, etc.), les fœtus morts (Mal. des f., c.78), le chorion (Nature de la femme, 33)
• sternutatoire, « appliquer de l’ellébore au nez, de façon à provoquer l’éternuement, et fermer les narines et la bouche » pour expulser le placenta (arrière-faix) (Épidémie II, 129)
• en fonction émolliente (pour calmer l’inflammation) en onction pour faciliter la cicatrisation d’une plaie (Plaies, c.17) ou après une extraction de verrue (Hémorroïdes, c. 5) ou après une cautérisation (Maladies II, XXXIV, 2).
2. en usage interne :
• « faire boire de l’ellébore » (13 occurrences). On trouve aussi les expressions « donner de l’ellébore, faire prendre de l’ellébore au malade », mais dans tous les cas l’auteur hippocratique ne précise pas la fonction de la potion (vomitive, laxative ?). Cependant dans de nombreux cas, il est dit aussi directement « purger avec l’ellébore », sans plus de précision sur le type d’évacuation, dans les mêmes contextes de traitement. Il peut alors s’agir de faire vomir (évacuer par le haut) :
« s’il vous paraît bon de purger, faites-le en toute sécurité par le haut avec l’ellébore » (Du Régime mal. aig. LVII, 1)
ou d’évacuer par le haut et le bas
« On traitera par l'hellébore, ou la scammonée et le peplion ; car ils évacuent par le haut et par le bas la pituite [phlegme] et la bile, et expulsent les vents » (Maladies des femmes, c16)
Rappelons-nous que nous avons vu que la forme avec spécifique ellébore noir, est indiquée pour évacuer par le bas (Régime mal. aiguës, XXIII, 1). Finalement l’expression « purger avec l’ellébore » peut être interprétée, suivant le contexte, comme « purger par le haut » ou « purger par le bas » ou les deux.
On a plusieurs fois la série « faites-lui boire de l’ellébore, purgez-lui la tête, puis donnez-lui un évacuant par le bas » (sans préciser la nature de ce dernier) (Maladies II, LXXII, 2). Il est clair que l’ellébore faisait partie d’un vaste système de purgation totale du corps.
• Si on cherche à lister les maladies traitées par l’ellébore, on trouve une liste très longue et hétérogène. Christine Girard pense qu’il est possible de les regrouper en trois catégories
- les affections gynécologiques,

- les affections humorales et

- les affections pulmonaires.

Presque tous les emplois de l’ellébore en gynécologie sont par voie externe : pessaire pour évacuer les règles, le fœtus mort, le chorion, clystère, émollient. En ce qui concerne les maladies dues aux déséquilibres des humeurs, les évacuants par le haut et le bas, donnent d’après la théorie humorale les moyens de retrouver l’équilibre propre à la santé. Certains traités, comme Des Affections, expliquent clairement comment l’ellébore régule les humeurs. Le traitement consiste en un choix d’aliments, boissons et médicaments ayant la même fonction :
« Les sujets lymphatiques [catarrheux: qui produit du phlegme φλεγματώδης phlegmatôdês] doivent faire usage des aliments, des boissons et des émétiques qui dessèchent les humeurs ; .... L’ellébore comme vomitif, leur convient au printemps » (Des Affections, XXI, 39).
Un autre cas surprenant chez la femme:
« Quand la semence de l'homme sort putréfiée le sixième jour ou le septième, cela sans doute vient de l'afflux des deux humeurs, bile et salure. On traitera par l'hellébore, ou la scammonée et le peplion » (Maladies des femmes, 16).
Dans la douzaine de cas où il est dit explicitement que le médicament a pour but de traiter le déséquilibre des humeurs, on remarquera que l’ellébore est utilisé pour ses vertus vomitives.
Dans la troisième classe, les traitements des maladies pulmonaires sont exposés principalement dans Maladies II et III, et les Affections internes. L’ellébore est toujours pris par voie interne, à faible dose, « afin qu’il ne dérange pas le ventre » (Aff. int., 48).
« 1. Quand il y a affection du poumon, le malade crache en toussant des matières glaireuses qui sont épaisses, verdâtres et douces...3... si vous vous trouvez au début de la maladie, donnez à boire de la décoction de lentilles ; ensuite, après un intervalle d’un jour, donnez de l’ellébore qui sera mélangé pour éviter un dérangement du ventre. » (Maladies II, XLVIII,1-4).
On trouve quatre cas de traitement de phtisie dans Maladies II. Le médecin, qui sait parfaitement que « quand de fortes fièvres surviennent, il [le malade] meurt », impose en conséquence des conditions restrictives : donner de faible dose pour ne pas provoquer d’évacuation et donner à condition que le malade n’ait pas de fièvre et qu’il ne soit trop faible.
Par contre, le médecin hippocratique de Des affections internes (18), estime que s’il faut bien commencer par faire boire de l’ellébore au phthisique, il faut poursuivre en évacuant par le bas avec l’épithymum, ou le peplum...Il explique la survenue de la phtisie par la descente du phlegme du cerveau dans les poumons.
On a vu que l’ellébore peut traiter un excès de phlegme (Aff. XXI) ou de bile (Mal. fem., 16 ; Aff. int., 48), mais dans la plupart des cas, l’auteur n’explique pas quelles humeurs sont en déséquilibre et comment le régime et la purgation rétablit l’équilibre (la krasis). Il en est de même avec d’autres maladies traitées par l’ellébore que l’on trouve dans d’autres traités du Corpus, par exemple, les affections rénales (Épid. VI, 1, 5, 6 ; Coac. 12, 304, 2), les maladies de la rate (Intern. 25, 12), la jaunisse (Intern. 36, 19),  le typhus (Intern. 41, 10, 41, 17), le tétanos (Morb. III 12, 10), et les accès de fièvre (Morb. II, 43 , 4).

### Les altérations de lapsukhêet la maladie
Dans le texte hippocratique de Régimes, on trouve plusieurs occurrences de « ellébore » liées au traitement de certaines « maladies de l’âme » qui semblent apparentées à divers types de folie.  Mais tous ces termes d’« âme » ou « folie » ont-ils actuellement la même valeur sémantique que les termes grecs de l’époque classique qu’ils traduisent ?
Le médecin hippocratique de Régimes porte sa réflexion sur la nature de la psukhê ψυχη et ses dérangements. La psukhê est généralement traduite par « âme », mais ce  terme a actuellement une valeur qui semble ne pas s’appliquer au contexte ancien, comme le fait remarquer Gwenaëlle Le Person. À l’époque classique la notion de psukhê n’est pas unifiée, celle de la Maladie sacrée n’est pas celle des Vents, ni celle d’Aristote. Le terme de psyché, choisi par Jung et Freud pour désigner l’ensemble des manifestations conscientes et inconscientes, ne convient pas mieux que celle d’ âme.
La psukhê a une interprétation matérielle : c’est une partie du corps humain et elle consiste comme celui-ci d’un mélange de feu (πῦρ, pur) et d’eau (ὕδωρ, hudôr). L’auteur développe une théorie des « degrés d’intelligence » de l’homme en fonction des proportions du mélange du feu et de l’eau dans le corps. L’état idéal garantissant le meilleur degré d’intelligence s’obtient par l’équilibre:
« le feu le plus humide et l’eau la plus sèche se mêlant dans un corps produisent la plus grande intelligence (φρονιμώτατον fronimôtaton), parce que, le feu détenant l’humide de l’eau et l’eau, le sec du feu, chacun se suffit ainsi le mieux à lui-même » (Régime I, XXXV.1)
Dans le texte, la paire eau-feu fonctionne comme un système abstrait d’opposition binaire, assez semblable au fonctionnement du yin-yang dans la médecine chinoise du Huangdi Nei Jing. Dans le mélange feu-eau, si les parcelles de l’un diminuent, celles de l’autre augmentent, comme « des hommes [qui] scient une pièce de bois ; l’un tire l’autre pousse : ils font la même chose ; en diminuant, ils augmentent » (Rég., VI, 1). Le feu et l’eau interagissent complémentairement.

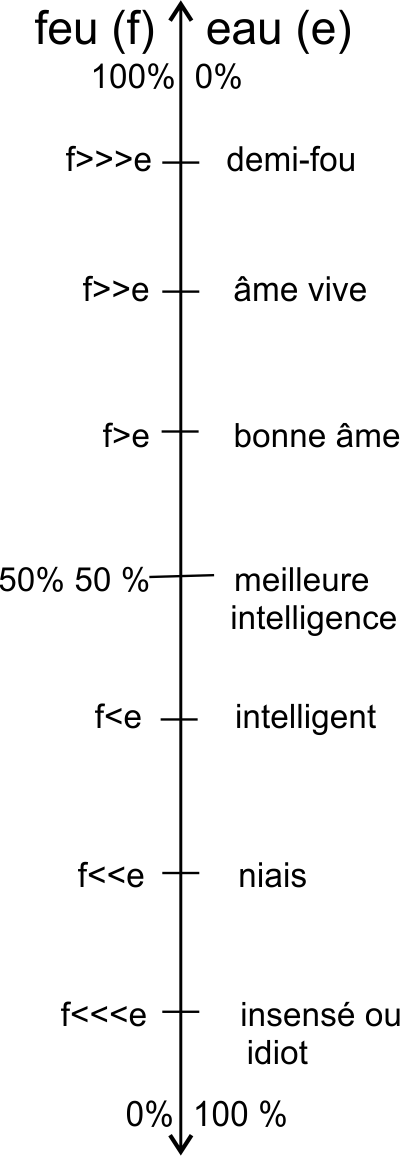
Échelle des états de la psukhê et le nom en français des personnes affectées

Le médecin identifie ainsi sept degrés d’intelligence en fonction de la composition de la psukhê : trois degrés pour lesquels le feu est plus ou moins dominé par l’eau et trois degrés où à l’inverse, c’est le feu qui domine plus ou moins l’eau. Le Person a très clairement explicité cette théorie singulière du processus cognitif qui établit un rapport étroit entre le mouvement de la psukhê, les sens et les sensations. Pour chacun de ces six états, le médecin hippocratique prescrit un régime pour retrouver l’état idéal de « meilleur intelligence » (φρονιμώτατον fronimôtaton).
Ces différents « degrés d’intelligence » sont présentés comme des états divers de la psukhê mais jamais comme des maladies.
Dans les deux états extrêmes, le régime comporte une purgation à l’ellébore. Ainsi les gens qui sont dans un état de la psukhê où l’eau domine complètement le feu (notée ici f<<<e) sont nommés « soit insensés, soit idiots. Leur folie (μανίν, manin) va du côté d’une grande lenteur. De telles gens pleurent sans motif, craignent ce qui n’est pas à craindre...Il est utile à ceux-là de prendre des bains de vapeur et ensuite de se purger à l’ellébore » (Régime, XXXV, 7). Le terme « insensé » est la traduction de ἄφρονας afrônas, « privé de raison » (avec a privatif). Et « idiot » traduit ἐμβροντήτους embrontêtous, qui qualifie celui qui est stupéfait par la foudre. 
À l’autre extrémité du spectre où le feu domine complètement (f>>>e), la psukhê est trop active, ces gens ont « des cauchemars. On les appelle des demi-fous » (XXXV, 11). Leur nom en grec est ὑπομαινομένους upo.mainomenous soit hypo-maniaque ou demi-maniaque. Une telle personne doit s’abstenir de vin et de viande (stimulant f) et consommer des légumes bouillis et faire des promenades matinales. Enfin « Au printemps, il est convenable de purger à l’ellébore après des bains de vapeur, puis de se remettre peu à peu au régime habituel » (XXXV, 11).  
Ainsi, un bain de vapeur suivis d’une purgation à l’ellébore est utilisé seulement dans les situations extrêmes, pour se libérer d'une emprise excessive soit du feu soit de l’eau sur la psukhê.
Ces considérations sont tirées du traité Du Régime (daté de vers -400) qui expose une diététique rationnelle dégagée de la religion et de la magie et fondée sur un modèle du corps composé de deux éléments, l’eau et le feu. Si la purgation n’y reçoit pas d’explication par la théorie des humeurs, elle constitue toutefois un moyen de recouvrer l’équilibre feu-eau de la psukhê. La croyance en l’efficacité de la purgation ne viendrait-elle pas du vieux fond archaïque de la médecine magico-religieuse ? À défaut de justifications empiriques, l’habillage rationaliste ne sert-il qu’à camoufler l’origine des remèdes ?

### La mention du traitement de la folie par l’ellébore
Dans son étude du Corpus hippocratique, Christine Girard considère que « l'hellébore est un remède très prisé contre les affections humorales. Si vraiment l’excès d’humeur était vu comme une cause de folie, il est normal que l’on ait appliqué à des cas de dérèglement mental ». Mais elle ne peut citer aucun exemple tiré du Corpus. Dans l’océan des indications de l’ellébore, se trouve pourtant la perle rare, probablement la seule mention dans tout le Corpus:
« (cas de manie aiguë) elle provient de la bile, quand la bile afflue au foie et se porte à la tête...le foie se gonfle, une douleur à la tête : l’ouïe n’est plus fine, le frissonnement et la fièvre surviennent. Quand le foie se déploie davantage contre les phrènes (diaphragme) il délire ; il lui semble qu’apparaissent devant ses yeux des reptiles, d’autres bêtes de toute espèce, des hoplites qui combattent... ; et il parle comme voyant des combats et des guerres ; il se soulève, il menace si on ne laisse pas aller ; ...on lui administrera cinq oboles d’ellébore noir, qu’on donnera dans du vin blanc ; ou bien on lui préparera ce lavement-ci : prenez nitre d’Égypte,...miel...huile...eau de bettes cuites » (Des affections internes, 48)
Une obole représente 0,20 litre, cinq oboles font donc un litre.
La mania semble avoir un sens très large de folie et parfois désigner une affection très spécifique comme l’épilepsie ou la mélancolie. Elle est culturellement rattachée à Dionysos et aux cortèges bruyants et bondissants de satyres et de ménades, qui en proie à l’enthousiasme, célèbrent leur dieu. La notion est aujourd’hui usitée en psychiatrie contemporaine, dans la psychose maniaco-dépressive, pour désigner l’épisode d’exaltation intense qui caractérise une des phases de cette affection bipolaire.
Dans le Corpus hippocratique, de nombreux cas de mania sont décrits. Elle est liée à un flux de bile noire qui monte du foie vers le cerveau où elle provoque l’inflammation de celui-ci. Il en résulte un dysfonctionnement de l’entendement - le malade déraisonne. L’équilibre (la krasis) est rétabli, comme pour les autres maladies humorales, en arrêtant le flux montant de bile noire, par une purgation à l’ellébore ou un lavement. 

### Bilan
Dans le Corpus hippocratique, l’ellébore est l’évacuant par excellence de la médecine humorale ; ce qui en fait la prescription recommandée pour un nombre considérable de maladies. Remède polyvalent, l’ellébore a même par la suite acquis la réputation de panacée. Sa puissance en fait le médicament souverain de la pathologie humorale.
En usage externe, ses principaux rôles sont aussi d’expulser les règles, le fœtus mort, le placenta, chez les femmes et comme émollient pour faciliter la cicatrisation.
Dans la pharmacopée grecque, il existait de nombreux purgatifs plus ou moins dangereux, on peut donc se demander pourquoi les médecins sont restés fidèles à l’ellébore pendant des siècles ? Les médecins hippocratiques observaient bien les suites fatales de la prise d’ellébore, sans s’interroger outre mesure:
« Chez Androphanès, perte de la voix, délire ; ... Il prit une potion d'hellébore noir, ne rendit point de bile et ne fut que peu évacué...il mourut dans la nuit » (Épidémie V, 80).
Mais des médecins, comme Rufus d’Éphèse (voir citation en introduction), affirmaient que l’ellébore entre les mains d’un médecin compétent, ne présentait pas de danger.
Enfin dans le Corpus, on n’observe pas de lien spécial entre l’ellébore et le traitement de la folie. La mania n'est qu'une maladie humorale parmi de nombreuses autres, à être traitée à l'ellébore.

### Théophraste
Quelques décennies après la mort d’Hippocrate (-377),  le philosophe botaniste Théophraste (-372, -287) donne des descriptions botaniques et médicinales des deux ellébores dans Recherche sur les plantes,, (abr. RP). Écrit vers -300 (entre -350 et -287), ce premier traité sur les plantes médicinales est riche d’informations jusque-là non fournie par le Corpus hippocratique.
Ainsi, Théophraste rapporte indirectement une description botanique rapide des deux ellébores. Il donne aussi des indications sur les lieux où ils poussent (« l’ellébore noir pousse partout : en Boétie, en Eubée, et dans bien d’autres régions » RP, IX, 10.3) et prévient « l’ellébore donne vite des maux de tête et les arracheurs ne peuvent pas creuser longtemps » (RP, IX, 8.5). Il distingue les usages des différentes parties : « le fruit est utilisé comme abortif et dans les rétentions d’urine ; le suc, appelé galbanum, à la fois comme abortif et pour les spasmes et les affections de ce genre, ainsi que pour les soins des oreilles et de la voix ; la racine pour faciliter les accouchements et les menstruations... » (RP, IX, 9.2). En principe, le bétail ne mange pas l’ellébore noir car il les fait périr et si le petit bétail broute l’ellébore blanc, il est purgé. Enfin il donne une précision intéressante : « On appelle parfois l’ellébore noir la découpe de Mélampous (Μελαμπόδιον) parce que ce personnage l’aurait pour la première fois découvert et coupé » (RP, 10.4). Théophraste semble être le premier savant « préscientifique » à faire ainsi allusion à un mythe qui sera repris par Dioscoride et Pline et tous les médecins des premiers siècles de l’Empire romain et qui est le principal marqueur de la liaison de l'ellébore avec le traitement de la folie, comme nous allons voir. Auparavant, on avait uniquement des allusions littéraires à ce mythe (Aristophane dans les Guêpes par exemple).
Attention de ne pas tomber dans le piège tendu par la lettre XVI d’Hippocrate à Cratevas, publiée dans le Corpus hippocratique traduit par Émile Littré, qui indique de même que la purgation à l’ellébore sert à guérir la folie comme Mélampe l’a fait pour les filles de Praetus. En effet cette lettre, comme toutes celles du recueil de Lettres, décrets et harangues, sont des faux. Émile Littré les avait taxées d’apocryphes en 1841, opinion confirmée par des études récentes,.

### Le renouveau apporté par l'école de médecine d'Alexandrie

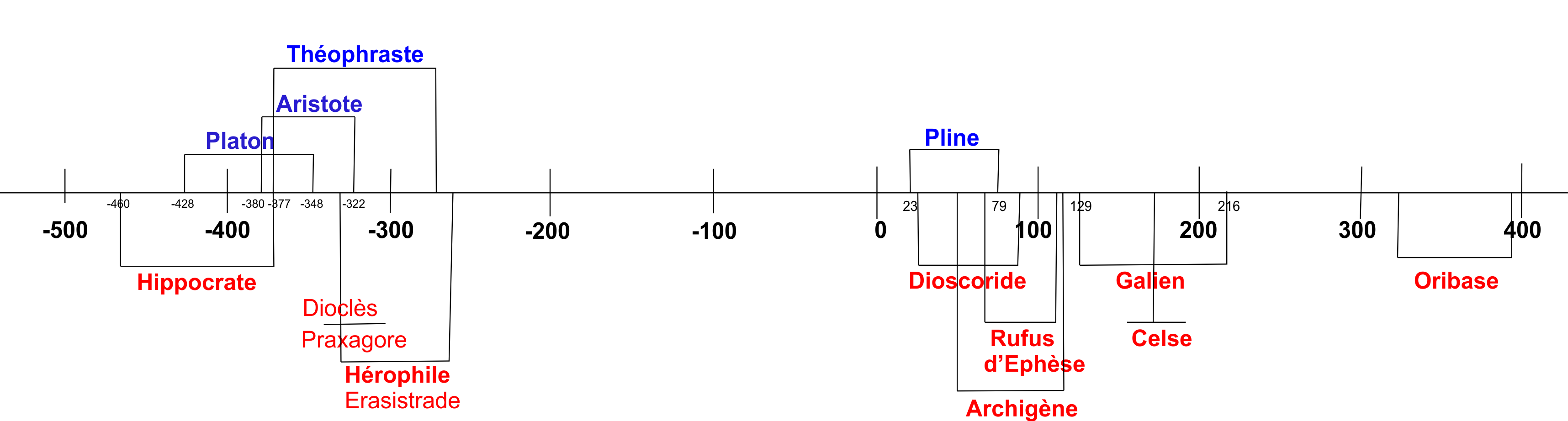
Chronologie des médecins grecs

L’époque du troisième siècle av. J.-C. a vu une expansion considérable du savoir médical avec le développement des connaissances anatomiques du corps humain, obtenue grâce à la dissection - pratique désormais systématique à Alexandrie qui permettait d’ouvrir la « boîte noire » du corps humain. Mais ce renouveau anatomo-physiologique radical du savoir médical accompli par Hérophile, s’est accompagné d’un traditionalisme tenace dans le domaine clinique. Hérophile ne sut pas mettre en relation la dimension théorique de la médecine, qu’il avait développé lui-même pour la première fois, avec son aspect hygiénique, pathologique et thérapeutique. Il continua à défendre l’usage hippocratique de l’ellébore pour purger.
Érasistrate, l’autre médecin d’Alexandrie, fit de nombreux apports à l’anatomie neuronale et fut un excellent clinicien. Il traita par le jeûne modéré les troubles causés par la pléthore. Il fut aussi un adversaire acharné de la saignée. Il ne se servait guère que de médicaments à usage externe et avait une prédilection particulière pour la chicorée, la citrouille, la tisane d’orge, les ventouses et surtout l’hydrœleum, mélange d’eau et d’huile qu’il employait en injections et en fomentations, dans les maladies inflammatoires.
Nous venons de parcourir les deux premières périodes de l’histoire de la médecine grecque :
1. l’établissement des principes fondateurs : Hippocrate, (Platon) Aristote
2. le renouveau anatomo-physiologique obtenu par la dissection, la médecine hellénistique : Praxagoras de Cos, Hérophile de Chalcédoine, Érasistrade de Céos
3. consolidation de la pharmacologie avec Dioscoride et la synthèse de Galien qui perdurèrent jusqu’au XVIIIe siècle

Entre les étapes 2 et 3, il y a un trou d’environ 3 siècles (entre -250 et +50)  où on ne trouve que des auteurs médicaux n’ayant pas apporté d'innovations majeures (comme Nicandre de Colophon, Asclépiade de Bithynie, Apollonios de Kition (en)).  
Durant cette époque, l'hermétisme et la pensée occultiste ont pris de l’ampleur, avec la mise en circulation de textes traitant d’astrologie, d’alchimie, de magie et notamment de botanique magique et astrologique. Depuis l’Iliade et l’Odyssée, la réflexion sur les plantes et les remèdes, avait toujours amalgamé des éléments rationnels et irrationnels mais à cette époque les éléments irrationnels - impliquant des forces surnaturelles - sont reconnus de plein droit par le monde savant et consignés dans des ouvrages de pharmacologie et botanique iatro-magiques et astrologique, comme ceux de Thessalos de Tralles (Ier siècle). Le savoir astrologique sur les plantes est reçu comme une révélation.
Nous allons voir que l’ellébore restera une plante médicinale utilisée par la médecine rationaliste et naturaliste héritière d’Hippocrate, tout en y recevant un traitement de plante magique plus ou moins « avouable ».

## L’ellébore dans la médecine gréco-romaine de l’Empire romain
Au premier siècle de notre ère, les Romains avaient conquis tout le pourtour méditerranéen et alors qu’à l’ouest,  ils avaient romanisé les régions européennes conquises, à l’est dans la Grande Grèce, ils s’étaient hellénisés au contact des Grecs. Selon le vers célèbre d'Horace, « la Grèce conquise conquit son farouche vainqueur et apporta ses arts au Latium... » (Épîtres, II, 1, 156). L’hellénisation de Rome, qui avait commencé sous la République romaine, s’accomplit sous le Haut-Empire aux Ier – IIe siècles. Les religions à mystères de l’Orient pénètrent au centre de l’empire, à Rome même. La philosophie, la médecine, l’art et la littérature grecque y gagnent des positions dominantes.
L’assimilation de la médecine grecque dans le monde latinophone du centre de l’Italie, puis de là, au fil des siècles, dans l’Europe occidentale, est une des évolutions les plus marquantes de l’histoire de la médecine européenne. Sans cette absorption, la médecine grecque  aurait pu avoir la même importance pour nous que la médecine des Babyloniens ou des Égyptiens.  Car c’est dans leurs habits latins, que les théories médicales grecques continuèrent à être étudiées, appliquées, débattues en Europe occidentale jusqu’au XIXe siècle.
Durant les deux premiers siècles, les trois auteurs importants qui marquent un tournant dans l’histoire de l’ellébore, sont le pharmacologue grec Dioscoride, l'encyclopédiste latin Pline et le médecin grécro-romain Galien. Cette évolution est annoncée au début du premier siècle, par l’encyclopédiste romain Celse, qui annonce un changement dans les indications de l’ellébore. Il soutient que « l'on pourra donner l'ellébore noir dans l'atrabile, la folie mélancolique, ou dans une paralysie partielle » (Traité de la médecine, II, XII.1), à condition qu’il n’y ait pas de fièvre. L’ellèbore n’est plus un remède polyvalent mais une drogue réservée aux troubles de l’esprit et aux maladies de la peau (éléphantiasis).
Au premier siècle, le Traité de matière médicale (grec: Περὶ ὕλης ἰατρικῆς, peri hulês iatrikês, latin: Materia medica, abr. MM) de Dioscoride marque un tournant dans le développement de la pharmacie gréco-romaine, en apportant de l’ordre dans le chaos qu’était jusque-là, le savoir traditionnel sur les bonnes herbes.
Il décrit l'utilisation médicale de plus de 800 substances, dont une grosse majorité sont des végétaux, et le reste des animaux et des minéraux. Chaque matière médicale est présentée dans une notice, donnant méthodiquement les informations permettant de la reconnaître et d'en appréhender les propriétés.
La fiche IV, 148, sur l’ellébore blanc (ελλέβορος λευκος) indique ses fonctions traditionnelles: « Il purge en faisant vomir, produisant des matières de différentes couleurs ». Il sert dans la médication pour les yeux, pour faire venir les règles en l’utilisant dans un pessaire, et il fait éternuer.
Dans la fiche IV.162 sur l’ellébore noir (ελλέβορος μέλας), Dioscoride recommande en premier son usage contre la folie :
« C’est bon pour les épileptiques, les atrabiles, les fous, les arthritiques et les paralytiques » (MM., IV, 162.3)
Il continue à expliquer ses effets dans le cadre de la théorie humorale: « Il purge le bas-ventre, entraînant flegme et bile, quand on en prend une drachme ou un triolobon accompagnée ou non de scammonée et de sel. Mais il est aussi pris avec un bouillon de lentilles comme purgatif » (MM., IV, 162.2).
L’encyclopédiste romain Pline indique aussi dans son Histoire naturelle que « L’ellébore noir soigne les paralytiques, les fous, les hydropiques, tant qu’ils n’ont pas de fièvre, la goutte invétérée et les maladies articulaires » (HN, XXII, 54). Pline et Dioscoride ont dû rédiger leurs ouvrages à peu près à la même époque mais sans se connaître, ou du moins sans jamais citer leurs travaux respectifs.
Nous avons vu que pendant cinq siècles, les traités médicaux ont considéré les ellébores comme les « évacuateur par excellence » de la médecine humorale, très polyvalents, sans jamais en faire le traitement spécifique de la folie ou des autres maladies de la psukhê et des phrenes (selon la formule de Le Person). Avec Dioscoride, nous avons peut-être ici les premières occurrences (dans un texte médical) où cet emploi est mis en exergue.
La théorie humorale est suffisamment souple et indéterminée pour être adaptée à de nouveau besoin explicatif. C’est cette force qui fait sa faiblesse scientifique :  c’est une théorie capable de résister à toute réfutation (elle est « non falsifiable »).

### L’ellébore du devin Mélampous
Comme Théophraste, Dioscoride indique que l’ellébore noir est aussi appelé melampodion (« la découpe de Mélampous » μελαμπόδιον) mais alors que le premier disait que c’était « parce que ce personnage l’aurait pour la première fois découvert et coupé », Dioscoride donne une explication différente: « parce qu’il semble qu’un certain Mélampous (Μελάμπους), un chevrier, a purgé et guérit les filles de Proétos (Προιτου, Proitou) qui étaient frappées de folie » (MM, IV, 162, 1).
L’encyclopédiste romain Pline rapporte aussi la même légende (Histoire naturelle, abr. HN, XXV, 47) de Mélampous réputé dans les arts divinatoires qui utilise le « mélampodion une sorte d’ellébore » avec à peu près les mêmes propriétés.
Mélampous (en fr. Mélampode) aurait non seulement découvert l’ellébore noir mais ayant remarqué aussi que le lait de ses chèvres devenait purgatif après avoir brouté l’ellébore, il en fit boire aux trois filles de Proétos (en latin Prœtus), roi d’Argos, qui étaient devenues folles par suite de la colère de Dionysos. Dioscoride reprend ainsi la légende rapportée au siècle précédent par le poète latin Virgile dans la sixième Bucolique. Les filles de Prœtus  qui se croyaient changées en génisses et couraient à travers champs en poussant des beuglements, auraient été délivrées ainsi de leur démence. Les divers éléments du mythe de Mélampous dont certains sont très anciens ont été rassemblés par Apollodore le Mythograghe, dit aussi le Pseudo-Apollodore, dans un ouvrage de compilation de mythes grecs, intitulé La Bibliothèque, écrit aux environs du IIe siècle. Dans ce texte, Mélampous est un devin qui a reçu dès l’enfance le don de comprendre la langage des animaux et de prédire le futur. C’est lui qui « a inventé le premier le traitement des maladies à l’aide de drogues et de purifications » avec lequel il promit de soigner les filles du roi Proitus (les Proétides) frappées de folie par une divinité courroucée (Héra ou Dionysos, respectivement selon Acousilaos et Hésiode). Le traitement peut se faire à l’aide d’un liquide utilisé en ablution ou en potion : de l’eau provenant d’une source sacrée ou bien une décoction d’ellébore.

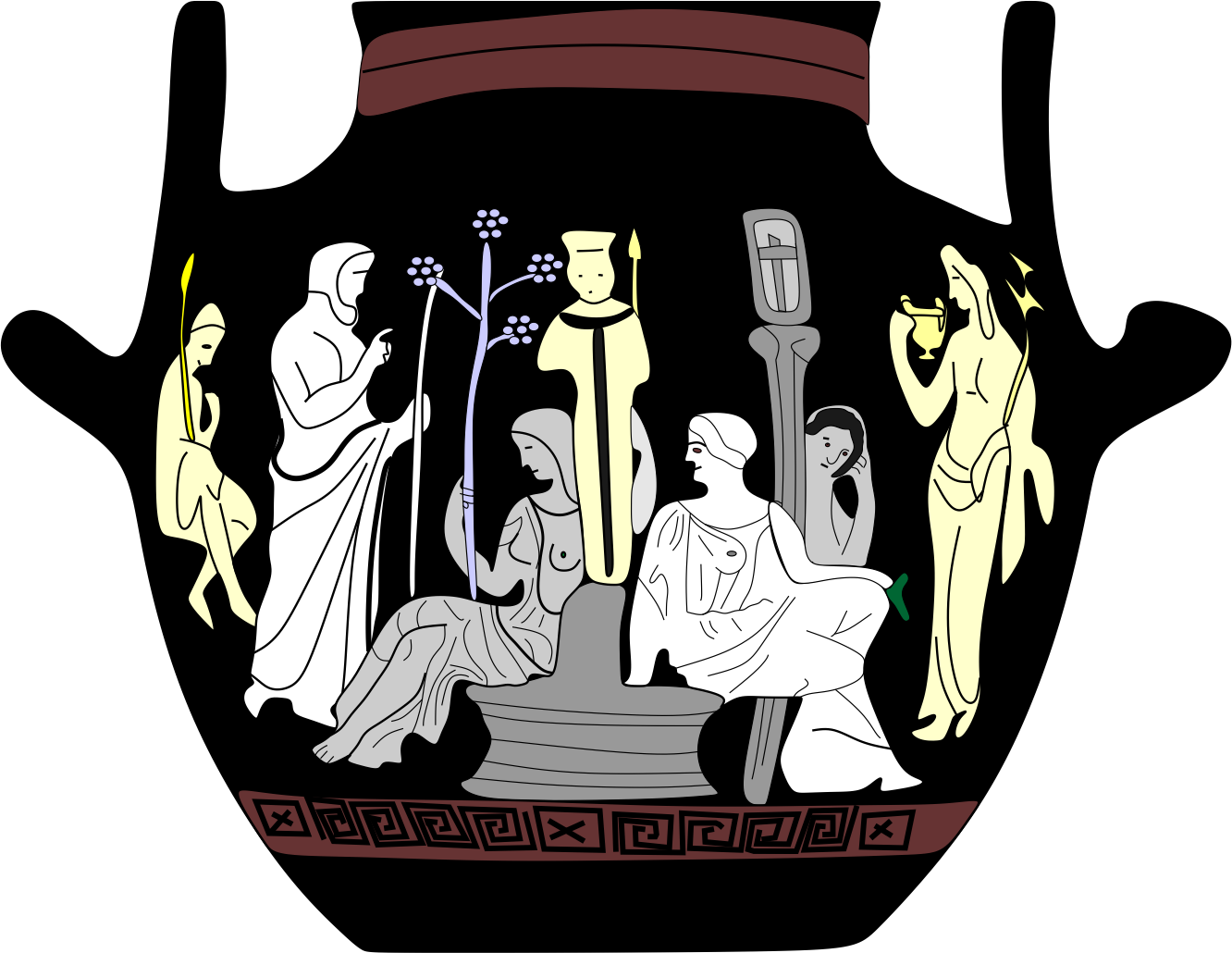
Sanctuaire avec un satyre à gauche, Artémis au centre et Dionysos à droite. Mélampous debout, le doigt pointé, la prêtresse assise (les deux en blanc). Deux filles de Prœtus assises, en grisé

L’action du devin Mélampous dans la guérison des filles de Proétos est représentée sur des vases à figures rouges du IVe siècle av. J.-C.. Une scène particulièrement intéressante est peinte sur un vase trouvé près de Métaponte et produit en Lucanie (sud de l’Italie, vers -360) : le traitement de la folie des Proétides par Mélampous se déroule comme un rituel accompli dans un sanctuaire placé sous la protection d’Artémis, en présence de Dionysos et d’un satyre. Le devin Mélampous, assisté par une prêtresse, se tient face aux Proétides prostrées sur la base de la statue d’Artémis. La prêtresse tiendrait à la main, selon Florence Le Bars-Tosi, une râpe pour les racines (comme l’ellébore). La scène est encadrée de Dionysos à droite, d’un satyre à gauche et d’Artémis au fond. Dans la tradition littéraire, Hérodote souligne à plusieurs reprises le lien entre Mélampous et le culte de Dionysos. De plus rappelons que Métaponte est le lieu de mort de Pythagore (en -495) et au IVe siècle av. J.-C., cette cité était encore profondément influencée par la pensée pythagoricienne. Or, en matière de médecine, Pythagore recommande des traitements à base de plantes, accompagnés par des incantations et de la musique.
Une pratique magico-religieuse bien réelle semble ainsi liée depuis de IVe siècle av. J.-C. au mythe de Mélampous. 
Les Grecs aimaient rapporter toute innovation, toute création, à une légende ou un mythe  qui donnait un récit explicatif de son origine. Un mythe est une mise en récit, une histoire événementielle simple « expliquant » comment telle chose ou telle propriété est apparue. Sinon comment pourrait-on convoiter quelque chose qui soit comme un enfant trouvé, né de père et mère inconnus? 

### L’ellébore plante magique
L’entrée en scène du devin Mélampous nous renvoie à la médecine magique. L’ellébore n’offrait-elle pas un traitement contre la folie recommandée par les magiciens et guérisseurs ?
Magiciens et astrologues portaient un intérêt aussi grand aux plantes guérisseuses/médicinales que les médecins hippocratiques. Mais au lieu de rapporter les maladies à des causes naturelles, ils considéraient qu’elles étaient envoyées aux humains par des divinités pour les punir de leurs fautes. Ils pensaient que pour guérir les malades, il fallait contraindre ces divinités à détourner l’influence néfaste qu’elles exercent sur eux. Pour atteindre leur but, ils devaient accomplir un certain nombre de gestes rituels précis et mystérieux, prononcer incantations et formules secrètes, notamment lors de la récolte des plantes. Dès le Ve av. J.-C., l’auteur de la Maladie sacrée avait déjà remarquablement bien décortiqué le phénomène. Guy Ducourthial (1996) qui a donné une étude approfondie de ces pratiques sur le long terme, a circonscrit précisément les caractéristiques de la flore magique de l’Antiquité.
De nombreux indices relevés par Guy Ducourthial permettent de classer les deux ellébores parmi les plantes magiques. Les magiciens grecs avaient imaginé que certaine plantes disposaient de moyen de défense dont le cueilleur devait se prémunir. Théophraste (RP, IX, 8.6) et Pline (HN, XXV, 50) signalent qu’il faut se prémunir des émanations toxiques de l’ellébore:
« il est bien vrai que l’ellébore donne vite des maux de tête et que les arracheurs ne peuvent pas creuser longtemps ; c’est pourquoi ils mangent au préalable de l’ail et boivent par-dessus du vin » (Théophraste, RP, IX, 8.6)
La cueillette de l’ellébore noir n’est pas exempte d’autres dangers. Théophraste (HP, IX, 8.8), Dioscoride (MM, IV, 162.4) et Pline (HN, XXI, 47.50) recommandent tous de regarder si aucun aigle ne vole au moment où on s’approche de la plante pour la cueillir, car s'il en vole un, c’est un présage qui annonce la mort prochaine du cueilleur.
La position du cueilleur par rapport au point cardinaux a son importance
« On devra circonscrire également l’ellébore noir, en se tenant face au levant et avec des invocations » (Théophraste, RP, IX, 8.8)
Dioscoride (MM, 162.4) et Pline (HN, XXV, 50) font les mêmes recommandations. Pline rajoute :
« On le cueille selon un rite plus sacré : en effet on trace d’abord un cercle autour de lui avec un glaive, ensuite celui qui va le couper regarde vers l’orient, il demande aux dieux de lui permettre de le faire » (Pline, HN, XXV, 50)
Dioscoride mentionne que le cueilleur doit adresser une prière à Apollon et Asclépios (MM, IV, 162.4).
Les plantes magiques avaient aussi la réputation d’écarter les maléfices et les sortilèges, de détourner le mauvais sort. Théophraste indique à propos de l’ellébore noir:
« On s’en sert pour purifier les maisons et les troupeaux, tout en récitant certaine incantation » (RP, IX, 10.4)
et Dioscoride rapporte ce que lui ont dit les agriculteurs qui lui ont servi d’informateurs:
« Planté près des racines de la vigne, il rend leur vin purgatif. Ils le versent [le vin] même autour des maisons parce qu'ils croient que cela purifie (καθάρσιου katarsiou) » (MM, IV, 162.4)
Ces mentions d’une association de l’ellébore avec d’anciens rites de purification font penser que l’ellébore devait être utilisé localement dans des rituels. L’ellébore devait être considéré comme une plante sacrée d’un dieu, peut être en raison du caractère âcre, irritant et toxique de son rhizome coupé frais.
Les prescriptions particulières qui devaient être scrupuleusement respectées à l’occasion de la récolte des plantes magiques avaient pour but, selon Ducourthial, de leur donner des propriétés supérieures à celles qu’elles étaient censées posséder naturellement. On attendait d’elles qu’elles protègent efficacement des maladies, des serpents et des sortilèges. L’ellébore fut ainsi reçu comme une plante magique utilisée dans des rituels de guérison de la folie à Métaponte.
Pline est connu pour avoir été plutôt réceptif aux remèdes magiques venant d’Égypte et du Proche Orient. Il mêle constamment dans son ouvrage les vertus médicales et les vertus magiques des plantes. Le livre XXX de son ouvrage fait écho à la riche tradition hermétique. Il établit un lien si étroit entre magie et médecine qu’il fait naître la magie de la médecine. N’affirme-t-il pas ? « Nul ne doutera que la magie est née au départ de la médecine, et que sous l’apparence d’être salutaire, elle s’est introduite peu à peu comme une médecine plus élevée et plus sacrée » (HN, XXX, 2).
La barrière rigoureuse entre médecine rationaliste et médecine magico-religieuse instaurée par les médecins hippocratiques de La Maladie sacrée ou les Maladies des jeunes filles (Jouanna, p.261) était-elle en train de se rompre ? Certainement pas,  car elle a continué à être réaffirmée mais le renvoi à Mélampous, était probablement le signe que les apothicaires et médecins étaient prêts à recourir aux remèdes de la thérapeutique magico-religieuse, sans renoncer à chercher une origine naturelle aux maladies.

### Médications communes des hippocratiques et des mages
Au Ve siècle av. J.-C., le médecin hippocratique auteur de la Maladie sacrée (abrv. MS), s’oppose vigoureusement à l’approche magique du traitement de l’épilepsie. Selon les termes célèbres de la première section de l’ouvrage:
« Sur la maladie sacrée...Elle ne me paraît nullement plus divine que les autres maladies ni plus sacrée, mais de même que toutes les autres maladies ont une origine naturelle à partir de laquelle elle naissent, cette maladie a une origine naturelle et une cause déclenchante » (La Maladie sacrée, I, 1).
Pour l’auteur de la Maladie sacrée, ceux qui véhiculent l’idée que l’épilepsie est l’expression d’un châtiment divin sont des imposteurs qui abusent de la foi et de la crédulité populaire. Sans les moindres ménagements, il les traite de « mages (μάγοι, magoi), purificateurs (καθάρται, kathartai), prêtres mendiants (άγύρται, agurtai) et charlatans (αλαζόνες, aladzones) » (MS, I, 4).
Le médecin hippocratique présente ensuite une longue liste d’interdits imposés aux épileptiques par les mages. Il leur est par exemple interdit de manger certains poissons de mer comme le mulet ou l’anguille, de la viande de chèvre, de poule, de l’ail etc.
Or remarque G. Le Person « il est surprenant de constater que ces interdits violemment critiqués dans la Maladie sacrée sont très semblables aux règles d’hygiène recommandées par les Hippocratiques eux-mêmes dans le cadre de la diététique thérapeutique ». On en trouve par exemple, de nombreuses illustrations dans Du Régime des maladies aiguës, Appendice  (XLIV, XLV, LXV). On est bien obligé de constater que de nombreux points communs existent donc entre les pratiques thérapeutiques des médecins hippocratiques et celles des magoi tant fustigés.
Ces similitudes s’observent aussi dans les inscriptions relatives au culte d’Asclépios à Épidaure (Lloyd, 1990). Manifestement, les fidèles qui fréquentaient les sanctuaires d’Asclépios étaient habitués à voir le dieu adopter dans les visions des méthodes qui à certains égards, ressemblaient fort à celles des médecins hippocratiques.
Ainsi, le traitement de la folie par l’ellébore pouvait être accepté par la médecine rationaliste, à condition de considérer le mythe de Mélampous comme du folklore et de trouver une explication rationnelle dans le cadre de la théorie humorale. C’est ce que firent les médecins de l’Empire romain.

### Galien, Oribase
Le médecin grec, Galien (IIe siècle), est considéré comme le dernier grand médecin créateur de l’Antiquité gréco-romaine. Sa théorie médicale, d’abord en grande partie oubliée en Europe occidentale jusqu’au XIe siècle, a dominé par la suite la pensée médicale jusqu’au XVIIIe siècle. Il voyait le savoir médical comme le produit d’une conjonction entre d’une part de la Raison (logos λόγος), consistant dans le maniement de concepts théoriques, de définitions, d’argumentations et de déductions (tekmarsis τεκμαρσις), avec d’autre part l’Expérience (peira, πεΐρα), faite de collections de données d’observations sensorielles.
Sa contribution à la « pharmacologie » a été significative. Sa matière médicale est toutefois « un gigantesque assemblage hétéroclite de plantes, produits animaux, de citations verbatim, de données quasi légendaires et pseudo-folkloriques » selon la formule de Scarborough. L’activité d’une drogue vient de son pouvoir inné, nommé dunameis δυναμεις. Ainsi un pharmakon chaud réchauffera le corps et sera approprié pour les maladies résultant d’un excès de froid. En principe, seuls sont retenus les médicaments qui ont fait la preuve de leur efficacité sur les malades (Com. malad. aiguës, I, 12, p.18).
Les concepts hippocratiques ont évolué au cours des siècles, en s’affinant et se complexifiant. Six siècles après Hippocrate, on observe chez Galien dans Le Médecin, un net déplacement des indications thérapeutiques:
« La perte de la raison présente deux formes principales, la manie (μανια mania) et la mélancolie (μελαγχολια melagkholia) ...La perte de la raison s’installe dans la tête toute entière ; la cause de la manie est la bile jaune...la cause de la mélancolie est la bile noire, humeur plutôt froide et sombre... Le traitement se fait par purgation du ventre et surtout par vomissements ; et dans les deux cas, les deux ellébores guérissent. » (Le Méd., XIII, 24)
Rappelons que dans le Corpus hippocratique, la mania et la mélancolie étaient dues toutes les deux à une fluxion anormale de la bile noire (ou atrabile).
En ce qui concerne l’épilepsie (επιληφια, epilêphia), aussi appelée maladie sacrée, Galien considère que chez les enfants l’affection est « soignée par la nature », en la laissant faire à la puberté. Par contre, pour les adultes, « le mal est difficile, voire impossible à soigner » (la Méd., XIII, 22).
Les éblouissements et les vertiges apparentés à l’épilepsie, étant superficiellement implantés, sont plus faciles à soigner par des purgations par le haut et le bas. « Dans tous les cas, l’ellébore est bénéfique » (Le Méd., XIII, 23).
Dans De la faculté des médicaments simples, Galien indique que les ellébores noir ou blanc ont la faculté de nettoyer et d’échauffer et qu’ils conviennent pour la gratelle [maladie de peau], la gale et la lèpre et pour consolider les dents branlantes. Il ne s’agit que d’usages externes.
Après Galien, la médecine antique n’est plus créatrice : elle traduit, compile, résume, emmagasinant le savoir scientifique et le savoir populaire. C’est un art de conservation (Danielle Gourevitch, 1995).
Oribase, médecin grec du IVe siècle au service de l’empereur Julien, a compilé un grand nombre de textes d’Hippocrate à Galien. Il publie en grec à la demande de l’empereur les Collections médicales en 70 livres dont furent tirés deux manuels en latin, Synopsis et Euporista. Les livres VII et VIII des Collections médicales, traitant des évacuations, fournissent une source précieuse de l’utilisation médicinale de l’ellébore dans l’Antiquité,. Dans une langue limpide et fluide est présenté la savoir de l’Antiquité sur l’ellébore médicinale mais d’une manière anhistorique et sans la moindre distance critique. Car sa technique consistait à rédiger au fil de ses lectures, des fiches thématiques et de rassembler ensuite sous une même rubrique des passages tirés d’un ou plusieurs auteurs, sans les citer forcément et en les réécrivant. Une épigramme décrit ainsi sa méthode « C’est le grand médecin de l’empereur Julien (…), le divin Oribase. Il eut comme l’abeille, la même sage idée : butiner çà et là les fleurs des médecins, ses prédécesseurs ».
Oribase cite plusieurs traités sur les évacuations écrits aux Ier – IIIe siècles, indiquant par là que les purgations étaient devenues une pratique centrale de la médecine grecque.  
Oribase donne énormément d’informations utilitaires, de conseils pratiques aux médecins, pour choisir les ellébores et les préparer :
« sous forme de décoction ; on la prépare de la manière suivante : faites macérer pendant trois jours une livre d'ellébore dans six cotyles d'eau, faites-le ensuite bouillir sur un feu doux jusqu'à réduction d'un tiers, puis exprimez l'ellébore et ajoutez deux cotyles de miel et faites bouillir de nouveau jusqu'à ce que la préparation cesse de teindre le doigt. » (Collect. méd., livre VIII, 3, 1)
Il enseigne aussi les techniques pour provoquer les vomissements (après la prise l’ellébore) et à les contrôler pour éviter les accidents comme une
« accélération fâcheuse des vomissements, par suite de laquelle les malades vomissent le médicament immédiatement après l'avoir pris, sans en recueillir aucun avantage; lenteur de la purgation, qui entraîne le danger d'étouffement, hoquet, crampes, délires, défaillances, superpurgation, abattement des forces, sueurs démesurées, affaiblissement » (Collect. méd., livre VIII, 3, 6, p.168)
La multiplicité des moyens extrêmes imaginés pour faire vomir sans causer la mort indique que les médecins maîtrisaient un savoir-faire sophistiqué sur le sujet. Toutefois, ils manifestent une confiance indéfectible dans l’intérêt thérapeutique de la purgation à l’ellébore qui pouvait ne pas être partagé par le patient. Dans ce cas, il faut, nous dit Oribase, user de ruse pour tromper le malade et incorporer subrepticement l’ellébore dans de la bouillie.
Jamais la moindre évaluation thérapeutique du remède n’est donnée, jamais n’essaye-t-on d’estimer l’évolution de l’état du malade, au mieux est-il dit que l’ellébore, coupé grossièrement, « chasse toutes les espèces de bile et de pituite » (VIII, 6).
La foi absolue dans la purgation à l’ellébore a probablement quelque chose à voir avec sa réputation de plante magique ayant le pouvoir d’écarter les maléfices. Rappelons-nous que Théophraste indiquait que l’ellébore noir était utilisé pour purifier les maisons et le bétail. Dans ce cas, elle devait aussi avoir le pouvoir sacré de « purifier » les hommes.
Les papyrus grecs magiques (IIe – Ve siècles) mentionnent environ 450 plantes, minéraux et produits animaux, utilisés dans les incantations et les formules magiques. C’est une source précieuse sur la manière dont les Anciens percevaient leur monde. Ils indiquent que les scribes des temples donnaient des noms secrets aux remèdes magiques. L’ellébore blanc en fait partie et avait pour nom de code « la semence d’Hélios » (Papyri Graecae Magicae). Il se peut que les magiciens choisissaient ces dénominations mystérieuses pour contraindre les plantes, ainsi que les divinités qui leur étaient explicitement associées, à agir dans le sens qu’ils souhaitaient.
L’ellébore comme de nombreuses autres plantes médicinales de l’Antiquité, fusionnait les dimensions rationnelles de la médecine hippocrato-galénique et de la pensée magico-religieuse, comme les travaux de John Scarboroug puis de Guy Ducourthial l’ont très bien montré. Redouté par les accidents qu’il provoquait, entouré d’une aura magique, l’ellébore devait avoir pour les patients un puissant effet placebo. Et pour les médecins rationalistes, ils pouvaient l’intégrer dans un système de justification rationaliste et naturaliste. Tant que les statistiques ne seront pas mobilisées pour montrer l’efficacité d’un traitement, la simple observation de cas ne permettait pas d’établir si un médicament était bénéfique. Les premières études en « simple aveugle », le patient ignorant s'il reçoit le vrai traitement ou un placebo, apparaissent dès la fin du XIXe siècle.